# Бистра-Підгалянська
Бистра-Підгалянська (пол. Bystra Podhalańska) — село в Польщі, у гміні Бистра-Сідзіна Суського повіту Малопольського воєводства.
Населення — 3250 осіб (2011).
У 1975—1998 роках село належало до Новосондецького воєводства.

## Географія
У селі річка Цишнява впадає у Бистжанку.

## Демографія
Демографічна структура станом на 31 березня 2011 року:
|          | Загалом | Допрацездатний вік | Працездатний вік | Постпрацездатний вік |
| -------- | ------- | ------------------ | ---------------- | -------------------- |
| Чоловіки | 1641    | 453                | 1054             | 134                  |
| Жінки    | 1609    | 412                | 883              | 314                  |
| Разом    | 3250    | 865                | 1937             | 448                  |